# 20373 Fullmer
20373 Fullmer è un asteroide della fascia principale. Scoperto nel 1998, presenta un'orbita caratterizzata da un semiasse maggiore pari a 2,7672826 UA e da un'eccentricità di 0,1501682, inclinata di 9,28881° rispetto all'eclittica.